# Червеноклюн тукан
Червеноклюн тукан (Ramphastos tucanus) е вид птица от семейство Туканови (Ramphastidae).

## Разпространение
Видът е разпространен в Южна Америка в целия басейн на Амазонка. Предпочита тропическите влажни гори, но също така се среща в гористи местности.